# Spielzug
Ein Spielzug ist diejenige Aktion, die bei rundenbasierten Spielen von einem der Spieler während der ihm zustehenden Aktivitätsperiode (entsprechend den Spielregeln) ausgeführt wird. Dies kann verbal oder physisch geschehen.

## Beispiele
- verbal:
  - Stille Post
  - Kofferpacken
- physisch:
  - viele Brettspiele
  - viele Kartenspiele

## Weitere Bedeutung
Als Spielzug  bezeichnet man auch eine in der Regel zuvor einstudierte Kombination bei Ballspielen. Im Fußball, Handball und speziell im American Football werden Spielzüge speziell trainiert und auch schriftlich festgehalten. Die Spieler rufen diese dann auf Kommando oder auch intuitiv ab.